# Cochlearia venusta
Cochlearia venusta är en korsblommig växtart som beskrevs av Boris Konstantinovich Schischkin. Cochlearia venusta ingår i släktet skörbjuggsörter, och familjen korsblommiga växter. Inga underarter finns listade i Catalogue of Life.